# Стоунем (Мен)
Стоунем (англ. Stoneham) — місто (англ. town) в США, в окрузі Оксфорд штату Мен. Населення — 261 особа (2020).

## Демографія
Згідно з переписом 2010 року, у місті мешкало 236 осіб у 110 домогосподарствах у складі 68 родин. Було 344 помешкання
Расовий склад населення:
| - 99,6 % — білих |

До двох чи більше рас належало 0,4 %. Частка іспаномовних становила 0,4 % від усіх жителів.
За віковим діапазоном населення розподілялося таким чином: 17,4 % — особи молодші 18 років, 66,9 % — особи у віці 18—64 років, 15,7 % — особи у віці 65 років та старші. Медіана віку мешканця становила 47,3 року. На 100 осіб жіночої статі у місті припадало 108,8 чоловіків;  на 100 жінок у віці від 18 років та старших — 109,7 чоловіків також старших 18 років.
Середній дохід на одне домашнє господарство  становив 53 089 доларів США (медіана — 45 313), а середній дохід на одну сім'ю — 63 991 долар (медіана — 58 125). Медіана доходів становила 40 000 доларів для чоловіків та 27 083 долари для жінок. За межею бідності перебувало 21,3 % осіб, у тому числі 35,7 % дітей у віці до 18 років та 7,6 % осіб у віці 65 років та старших.
Цивільне працевлаштоване населення становило 151 особа. Основні галузі зайнятості: освіта, охорона здоров'я та соціальна допомога — 31,1 %, мистецтво, розваги та відпочинок — 13,9 %, будівництво — 11,9 %.